# El miedo a la libertad (álbum)
El miedo a la libertad es el segundo álbum de estudio de la agrupación argentina de neo-tango y electrónica Tanghetto; o su tercer álbum, si se considera su proyecto paralelo Hybrid Tango lanzado en el año 2004 como parte de su discografía oficial. El álbum fue lanzado en marzo de 2008.
Este disco fue nombrado en honor al libro El miedo a la libertad del psicólogo alemán Erich Fromm. Al igual que su predecesor, Buenos Aires Remixed, este álbum también incluye una selección de versiones de piezas musicales de diversos estilos interpretados con el estilo distintivo de la banda. Entre las versiones incluidos en el álbum está la canción de Eurythmics, "Sweet Dreams (Are Made of This)", "Englishman in New York" de Sting y "Cantaloupe Island" de Herbie Hancock.
En 2009, el disco obtuvo un Premio Gardel.

## Lista de canciones
1. El Testigo (5:05)
2. Buscando Camorra (4:22)
3. Sweet Dreams (Are Made of This) (3:56)
4. El Arte de Amar (4:09)
5. Viajero Inmóvil (3:05)
6. Englishman in New York (A bandoneonist in New York) (3:38)
7. ¿Alguien se acuerda del Mayo Francés? (3:53)
8. Media Persona (3:52)
9. Cantaloupe Island (4:14)
10. La Deuda Interna (5:00)
11. El Desvío (4:01)
12. El Miedo a la Libertad (6:08)

## Intérpretes
- Max Masri: sintetizadores y programación
- Diego S. Velázquez: guitarra, bajo
- Antonio Boyadjian: piano acústico y eléctrico
- Federico Vázquez: bandoneón
- Chao Xu: violoncello y erhu
- Daniel Corrado: batería electrónica y acústica, percusión
- Esteban Morgado: guitarra de cuerdas de nilón (músico invitado)
- Quique Condomí: violín (músico invitado)
- Gaspar Montecassino: trompeta (músico invitado)
- Jorge Tibaud: contrabajo

- Datos: Q5351592